# Martha Jefferson Randolph
Martha Jefferson Randolph (Monticello, 27 september 1772 – Albemarle County, 10 oktober 1836) was de oudste dochter van de derde Amerikaanse president Thomas Jefferson en zijn vrouw Martha Wayles Skelton Jefferson. Ze werd geboren in Monticello (eigendom van Thomas Jefferson), nabij Charlottesville, Virginia. Omdat haar vader weduwnaar was, wordt ze beschouwd als de first lady gedurende haar vaders presidentschap tussen 1801 en 1809.
Ze ging naar school in Philadelphia en Parijs. In 1790 trouwde ze met Thomas Mann Randolph jr., met wie ze twaalf kinderen kreeg:
- Anne Cary Randolph (1791-1826).
- Thomas Jefferson Randolph (1792-1875).
- Ellen Wayles Randolph (1794-1795).
- Ellen Wayles Randolph (1796-1876). Werd genoemd naar haar overleden oudere zus. trouwde met Joseph Coolidge.
- Cornelia Jefferson Randolph (1799-1871).
- Virginia Jefferson Randolph (1801-1882).
- Mary Jefferson Randolph (1803-1876).
- James Madison Randolph (1806-1834).
- Benjamin Franklin Randolph (1808-1871).
- Meriwether Lewis Randolph (1810-1837). Zijn weduwe Elizabeth Marin hertrouwde met Andrew Jackson Donelson, neef van president Andrew Jackson.
- Septimia Anne Randolph (1814-1887).
- George Wythe Randolph (1816-1867).

Ze gaf haar kinderen thuis les. In 1826 erfde ze Monticello van haar vader, maar ze moest het vijf jaar later verkopen aan James T. Barclay wegens financiële moeilijkheden. Haar huwelijk was op latere leeftijd geen succes en ze was van haar man vervreemd toen hij in 1828 overleed. Martha Jefferson Randolph zelf overleed in 1836 op 64-jarige leeftijd.
Martha Washington ·
Abigail Adams ·
Martha Jefferson Randolph ·
Dolley Madison ·
Elizabeth Kortright Monroe ·
Louisa Adams ·
Emily Donelson ·
Sarah Yorke Jackson ·
Angelica Van Buren ·
Anna Harrison ·
Letitia Tyler ·
Priscilla Tyler ·
Julia Tyler ·
Sarah Polk ·
Margaret Taylor ·
Abigail Fillmore ·
Jane Pierce ·
Harriet Lane ·
Mary Lincoln ·
Eliza Johnson ·
Julia Grant ·
Lucy Hayes ·
Lucretia Garfield ·
Mary McElroy ·
Rose Cleveland ·
Frances Cleveland ·
Caroline Harrison ·
Mary Harrison McKee ·
Ida McKinley ·
Edith Roosevelt ·
Helen Taft ·
Ellen Wilson ·
Edith Wilson ·
Florence Harding ·
Grace Coolidge ·
Lou Hoover ·
Eleanor Roosevelt ·
Bess Truman ·
Mamie Eisenhower ·
Jacqueline Kennedy ·
Lady Bird Johnson ·
Pat Nixon ·
Betty Ford ·
Rosalynn Carter ·
Nancy Reagan ·
Barbara Bush ·
Hillary Clinton ·
Laura Bush ·
Michelle Obama ·
Melania Trump ·
Jill Biden ·
Melania Trump
- Gemeinsame Normdatei: 1025207254
- International Standard Name Identifier: 0000 0000 3859 9857
- Library of Congress Control Number: n87870798
- Nationale Bibliotheek van Israël: 987007329563205171
- SNAC: w6gh9ttf
- Système universitaire de documentation: 188252150
- Virtual International Authority File: 48292387
- WorldCat: E39PBJhCBGhQYRfWDB8Y37F9Xd